# Prezydenci Angoli

## Legenda
- tymczasowy prezydent

| #                       | Prezydent                           | Portret | Kadencja          | Kadencja         | Partia polityczna | Partia polityczna |
| #                       | Prezydent                           | Portret | Od                | Do               | Partia polityczna | Partia polityczna |
| ----------------------- | ----------------------------------- | ------- | ----------------- | ---------------- | ----------------- | ----------------- |
| Ludowa Republika Angoli |                                     |         |                   |                  |                   |                   |
| 1                       | Agostinho Neto (1922–1979)          |         | 11 listopada 1975 | 10 września 1979 |                   | MPLA              |
| -                       | Lúcio Lara (1929–2016)              |         | 11 września 1979  | 20 września 1979 |                   | MPLA              |
| 2                       | José Eduardo dos Santos (1942–2022) |         | 21 września 1979  | 27 sierpnia 1992 |                   | MPLA              |
| Republika Angoli        |                                     |         |                   |                  |                   |                   |
| (2)                     | José Eduardo dos Santos (1942–2022) |         | 27 sierpnia 1992  | 26 września 2017 |                   | MPLA              |
| 3                       | João Lourenço (ur. 1954)            |         | 26 września 2017  | nadal urzęduje   |                   | MPLA              |